# درسی در تاریخ
درسی در تاریخ (روسی: Урок истории) فیلمی در ژانر درام به کارگردانی لف آرنشتام است که در سال ۱۹۵۷ منتشر شد.